# Шанталь ван Ландегем
Шанталь ван Ландегем (англ. Chantal Van Landeghem, нар. 5 березня 1994, Вінніпег, Канада) — канадська плавчиня, бронзова призерка Олімпійських ігор 2016 року.

## Виступи на Олімпійських іграх
| Олімпіада | Дисципліна             | Місце |
| --------- | ---------------------- | ----- |
| Ріо 2016  | 50 м вільним стилем    | 10    |
| Ріо 2016  | 100 м вільним стилем   | 10    |
| Ріо 2016  | 4×100 м вільним стилем | 3     |
| Ріо 2016  | 4×100 м комплексом     | 5     |